# Magnolia patungensis
Magnolia patungensis este o specie de plante din genul Magnolia, familia Magnoliaceae. A fost descrisă pentru prima dată de Hu Hsien-Hsu, și a primit numele actual de la Hans Peter Nooteboom. Conform Catalogue of Life specia Magnolia patungensis nu are subspecii cunoscute.